# Virilizace
Virilizace (také maskulinizace) je syndrom, kdy se ženám ztrácí ženské rysy a nahrazují je rysy mužské. Děje se tak kvůli zvýšené hladině androgenů, která může vzniknout buď poklesem estrogenů nebo nadměrnou produkcí androgenů. Příčiny této nerovnováhy mohou být buď přirozené, např. menopauza, nebo může být následkem nemocí, např. CAH (kongenitální adrenální hyperplázie) nebo PCOS (syndrom polycystických ovarií). Může nastat i při onemocnění nádorem nebo při užívání anabolických steoridů.
Mezi projevy se může řadit např. hirsutismus (nadměrné ochlupení), zhrubnutí hlasu, nárůst svalové hmoty, akné nebo změny chování.